# 분자 질의 언어
분자 질의 언어(Molecular Query Language, MQL)는 화학정보학에서 더 복잡하고 문제별 검색 방법을 허용하도록 설계되었다. 널리 사용되는 SMARTS 질의와 달리 MQL은 원자와 결합의 공간적 및 물리화학적 특성을 지정할 수 있다. 또한, "축소된 특성" 그래프로도 알려진 비원자 기반 그래프를 처리하도록 쉽게 확장될 수 있다.
이 질의 언어는 확장 백쿠스-나우어 형식(자바CC)을 기반으로 한다.

## 내용주 및 각주
- E. Proschak, J. K. Wegner, A. Schüller, G. Schneider, U. Fechner, Molecular Query Language (MQL)-A Context-Free Grammar for Substructure Matching, J. Chem. Inf. Model., 2007, 47, 295-301. doi:10.1021/ci600305h

## 같이 보기
- SMARTS
- 국제 화학 식별자